# Leeuw Brucom
Leeuw Brucom is een Belgische voetbalclub uit Sint-Pieters-Leeuw. De club is bij de KBVB aangesloten met stamnummer 9246 en heeft rood en geel als kleuren. De club heette tussen 1991 en 2020 SK Leeuw, maar nam na de fusie met KV Brucom Sportief (stamnummer 1081) de huidige benaming aan.

## Geschiedenis
De club werd opgericht als Inter Berchem, na enkele seizoenen trad men in het seizoen 1991-1992 toe tot de KBVB onder de naam SK Leeuw met het stamnummer 9246.
Na zeven seizoenen in Vierde Provinciale klom de club in 1998 naar Derde Provinciale. 
In 2002 werd in 3de provinciale C de kampioenstitel behaald en SK Leeuw mocht naar 2de provinciale. Met een allerlaatste plaats moest de club terug naar 3de provinciale, maar één jaar later promoveerde men opnieuw. 
Ditmaal zou het verblijf drie seizoenen duren, in 2007 moest Leeuw terug naar 3de provinciale tot 2014, toen een nieuwe promotie naar 2de provinciale volgde. 
In 2010 werd ook een B-elftal ingeschreven in 4de provinciale.
In 2013 startte de ploeg na 10 jaar opnieuw met een dameswerking. Sindsdien telt de club ondertussen 3 damesploegen en 3 aparte jeugd meisjesploegen.
In Mei 2020 raakte bekend dat de club een fusie aanging met KV Brucom Sportief die op dat moment uitkwam in de 4de provinciale. Deze fusieclub genaamd Leeuw Brucom ging verder onder het stamnummer 9246. Het stamnummer 1081 van Brucom verdween hierdoor.
De naam van de club werd Leeuw Brucom, het A-elftal speelt op de terreinen van SK Leeuw, het B-elftal op dat van KV Brucom.
Sinds het seizoen 2023-2024 spelen alle ploegen op de terreinen aan de Lotstraat, de lokale chiro nam zijn intrek aan de terreinen in Brucom.
In het seizoen 2023-2024 speelde het B-Elftal 1 seizoen in 3de provinciaal maar degradeerde meteen terug naar 4de. Ook het eerste elftal degradeerde na 10 jaar terug naar 3de provinciaal maar kon het seizoen erna meteen kampioen spelen en promoveren.
Sinds het seizoen 2025-2026 behaalde de jeugdwerking 2 sterren bij de provinciale jeugdaudit waardoor ze mogen aantreden in de provinciale jeugdreeksen.

## Resultaten Eerste Elftal Heren
| Seizoen   | Klasse | Klasse | Klasse | Klasse | Klasse | Klasse | Klasse | Klasse | Klasse | Reeks                     | Punten | Opmerkingen                                                                                               |
|           | 1A     | 1B     | 1Am    | 2Am    | 3Am    | P.I    | P.II   | P.III  | P.IV   |                           |        | |
| --------- | ------ | ------ | ------ | ------ | ------ | ------ | ------ | ------ | ------ | ------------------------- | ------ | --- |
| 2020-2021 |        |        |        |        |        |        | 2      |        |        | Tweede prov. B Vl-Brabant | 13     | Competitie stopgezet door corona na 5 speeldagen                                                          |
| 2021-2022 |        |        |        |        |        |        | 11     |        |        | Tweede prov. B Vl-Brabant | 37     | |
| 2022-2023 |        |        |        |        |        |        | 5      |        |        | Tweede prov. A Vl-Brabant | 47     | In eerste ronde van de eindronde verloren van ERC Hoeilaart (2-0)                                         |
| 2023-2024 |        |        |        |        |        |        | 14     |        |        | Tweede prov. A Vl-Brabant | 29     | Degradatie naar 3de provinciale als bijkomende daler door de vele Vlaams-Brabantse dalers in 3de Amateur. |
| 2024-2025 |        |        |        |        |        |        |        | 1      |        | Derde Prov. Vl-Brabant A  | 81     | Kampioen en promotie naar 2de provinciale                                                                 |
| 2025-2026 |        |        |        |        |        |        |        |        |        | Tweede prov. A Vl-Brabant |        | |

## Resultaten Eerste Elftal Dames
| Seizoen   | Klasse | Klasse | Klasse  | Klasse | Klasse | Klasse | Reeks                   | Punten | Opmerkingen |
|           | SL     | D1     | D2 (IP) | P.I    | P.II   | P.III  |                         |        | |
| --------- | ------ | ------ | ------- | ------ | ------ | ------ | ----------------------- | ------ | --- |
| 2020-2021 |        |        |         | 9      |        |        | Eerste prov. Vl-Brabant | 6      | Competitie stopgezet door corona na 3 speeldagen |
| 2021-2022 |        |        |         | 3      |        |        | Eerste prov. Vl-Brabant | 48     | |
| 2022-2023 |        |        |         | 3      |        |        | Eerste prov. Vl-Brabant | 49     | Promotie naar 2de nationale via eindronde door hervorming in de nationale reeksen na wedstrijden thuis tegen Boutersem United 5-0, Sporting Mechelen 1-1 (penalty's 5-4), KV Kester-Gooik (0-2 verlies) en op KRC Genk C 2-2 (Penalty's 4-5) |
| 2023-2024 |        |        | 9       |        |        |        | Interprovinciale A      | 19     | Winst in barragematchen tegen Lierse-Kempenzonen (3-2) en op Genk C (0-5) |
| 2024-2025 |        |        | 10      |        |        |        | Interprovinciale A      | 10     | Winst in barragematchen thuis tegen VC Moldavo B (2-2, 4-2 penalty's) en Famkes Westhoek Diksmuide Merkem (2-2, 5-4 penalty's) |
| 2025-2026 |        |        |         |        |        |        | Interprovinciale A      |        | |